# Los Guadalperales
Los Guadalperales es una entidad local menor del municipio español de Acedera, perteneciente a la provincia de Badajoz (comunidad autónoma de Extremadura).

## Situación
Los Guadalperales se encuentra en la comarca de Vegas Altas, en las inmediaciones de la   N-430  (Badajoz-Valencia), próxima a las localidades de Villanueva de la Serena y Don Benito y a la autovía   EX-A1  (Don Benito-Villanueva de la Serena a Miajadas), que conecta con la   A-5  (Madrid-Badajoz). Pertenece al Partido judicial de Villanueva de la Serena

## Población
En la actualidad cuenta con una población de 689 habitantes (INE 2017).

## Historia
Los Guadalperales se fundó a finales de 1959, como consecuencia de la expropiación de las fincas del Guadalperal y del Pasarón, dentro del llamado Plan Badajoz. La mayoría de la población que se estableció en la localidad provenía de Orellana la Vieja. Además había gentes de Valencia de las Torres, Llerena, Madrigalejo, Acedera, Navalvillar de Pela, Herrera del Duque, Peloche, Castilblanco, Castuera, Zorita, etc.

## Régimen Administrativo
Administrativamente, a pesar de que concentra el 80% del total de la población del municipio, Los Guadalperales es una entidad local menor y forma parte del municipio de Acedera, lo que da lugar a que el centro del poder económico y social, e incluso, la mayor parte del cuerpo electoral, esté en la población que no es capital del municipio, pero que tiene el mayor peso poblacional y económico. Sin embargo, tiene Alcalde propio de la Entidad Local Menor, elegido por sufragio universal, a la vez que se eligen los concejales del municipio, con competencias plenas en la localidad, y con una autonomía muy amplia. Una junta vecinal, formada por el alcalde Pedáneo y por los representantes de las candidaturas que obtuvieron más representación en las elecciones municipales, hace las funciones del pleno.
Los Alcaldes Pedáneos de la localidad, en la etapa democrática han sido:
- Emiliano Gómez Tejeda. 1979-1987.
- Manuel García Duran. 1987-2007.
- Diego Collado Ciudad. 2007-2015.
- María Dolores Sierra Guarino 2015-2019.
- Antonio López Martín 2019-2023.
- Francisco Gómez Gómez 2023-2024
- María Chaparro Godoy 2024-

## Patrimonio
Iglesia parroquial católica bajo la advocación de San Fulgencio, en la archidiócesis de Mérida-Badajoz, diócesis de Plasencia, arciprestazgo de Navalvillar de Pela.
El planeamiento y arquitectura de la localidad, como otros pueblos nuevos o de "colonización", diseñado por arquitectos de la época, que idearon pueblos desde la nada, responde a criterios establecidos para los llamados pueblos de colonización, con calles rectas, amplias en la medida de lo posible, casas de colonos de varias tipologías, para agricultores, con corrales muy grandes y dependencias para el ganado como cuadras y para el almacenamiento de aperos y productos agrícolas. Se construyeron, además, casas para obreros con corrales más pequeños, casas para maestros, para el médico, edificios públicos. Todo esto responde a unas necesidades muy concretas para esos años. Era un reto para los arquitectos y para la administración, construir un pueblo donde antes no había nada.

## Economía
Como ocurrió en otros "pueblos nuevos" creados en las tierras próximas al río Guadiana por el Plan Badajoz, pronto se demostró que las condiciones de asentamiento impuestas (lotes de 5 ha máximo en promedio por titular, y otros condicionantes sociopolíticos) hacían inviable la supervivencia de este tipo de explotación de las tierras de regadío ante la evolución del mercado agrario nacional e internacional.
En consecuencia, esta localidad ha experimentado una evolución desigual. Al principio, el asentamiento de familias jóvenes, dotadas de una gran vitalidad, abrió muchas expectativas. Pero, después, con las crisis del campo y las limitaciones impuestas, parte de la población tuvo que emigrar a otras tierras, principalmente a (Baleares, Madrid y Cataluña). 
Los cambios y las formas de producción y recolección de los cultivos determinan en gran medida el devenir económico de esta población. Así, mientras en la última década Los Guadalperales se especializó en la producción de arroz, con el consiguiente efecto negativo sobre el empleo, ya que se trata de un cultivo que precisa poca mano de obra, desde hace unos años impulsa la expansión de los frutales, mucho más intensivo en creación de empleo para su cultivo, cuidado, manipulación, tratamiento y comercialización. Actualmente, el objetivo es consolidar una industria agroalimentaria potente, con todas las actividades y beneficios accesorios que acarrea.
La localidad cuenta con comercios, talleres, panadería, farmacia, una cooperativa agrícola muy potente por la gran producción de arroz, maíz, tomates, etc, de la zona. Cuenta con una central hortofrutícola para la importante producción de fruta de la zona (melón, peras, ciruelas, nectarinas, etc.). El melón y en general toda la fruta, destacan por su gran calidad y su dulzor que solo se consigue por la extraordinaria calidad de las tierras.
Hay dos restaurantes-bares, una discoteca, un bar, el bar del Hogar del Pensionista, y en temporada Kiosko de la plaza y Kiosko de la zona de ocio y recreo "La Gravera".

## Servicios
La localidad cuenta con Ayuntamiento propio situada en la plaza de la Iglesia, abierto todos los días de lunes a viernes. Allí, además de servicios administrativos, se cuenta con la asistencia de un/a Trabajador/a Social del Servicio Social de Base, para atender cuestiones sociales, Agencia de Empleo y Desarrollo Local para formación, atención a emprendedores y empresarios; Servicios culturales, etc.
La localidad cuenta con un consultorio médico, con la atención diaria de lunes a viernes de ATS y de médico.
Hay guardería municipal, centro de día, que reparte comida a domicilio a las personas mayores, pensionistas, etc.; Casa de cultura, con salón de actos y numerosas aulas y despachosL; sala de duelos y colegio público de primaria Carmen González Guerrero.

## Fiestas
El patrón de la localidad es San Fulgencio, que se celebra el 16 de enero.
El 15 de mayo se celebra San Isidro, en el cual se realizan carrozas adornadas sobre diversos motivos por los vecinos de la localidad.
La última semana del mes de agosto se celebran las fiestas más importantes de la localidad que son las Fiestas del Melón, en las cuales se desarrollan todo tipo de actividades para toda la población.

## Otras cuestiones de interés
Es interesante poder observar en sus campos de regadío las aves migratorias, como las grullas, que pasan parte del otoño y el invierno en esta comarca y que comen en estos campos. Además es un buen punto de partida para explorar toda la comarca de Vegas Altas, la Siberia extremeña y la ruta de los pantanos, así como localidades de la limítrofe provincia de Cáceres.
La localidad cuenta con una estupenda zona de ocio y recreo, conocida como "La Gravera", abierta durante los veranos, en las que se puede practicar el baño, tenderse al sol en el césped, comer en la zona de barbacoas, con un parque infantil para los niños y un quiosco para tomarse un refrigerio.